# Hertig Jing av Qi
Hertig Jing av Qi (齐景公; 齊景公; Qí Jǐnggōng), personnamn Jiang Chujiu (姜杵臼; Jiāng Chǔjiù), var regent över den kinesiska staten Qi från 548 till 490 f.Kr. under vår- och höstperioden.
Hertig Jing av Qi kom till makten efter att hans äldre bror Hertig Zhuang II av of Qi blivit skjuten i fängelse efter att ha haft en kärleksaffär med  den mäktiga ministern Cui Zhus (崔杼) fru. Cui Zhu tillsatte Hertig Jing, och blev tillsammans med Qing Feng (慶封) hertigens rådgivare. Alliansen mellan Cui Zhou och Qing Feng sprack och eskalerade till en blodig familjekonflikt, vilket slutade med att Cui Zhu begick självmord, och från 546 f.Kr. var Qing Feng ensam rådgivare till Hertig Jing vilket gjorde Qing Feng mycket mäktig. Qing Fengs maktposition väckte misstankar hos flera andra adelsfamiljer, varefter Qing Feng drevs till landsflykt och flydde först till staten Lu och sedan vidare till Wu.
Hertig Jing valde sin son Prins Tu (荼) som tronarvinge, och han tillträdde efter Hertig Jings död 490 f.Kr..

## Hertig Jing av Qis grav

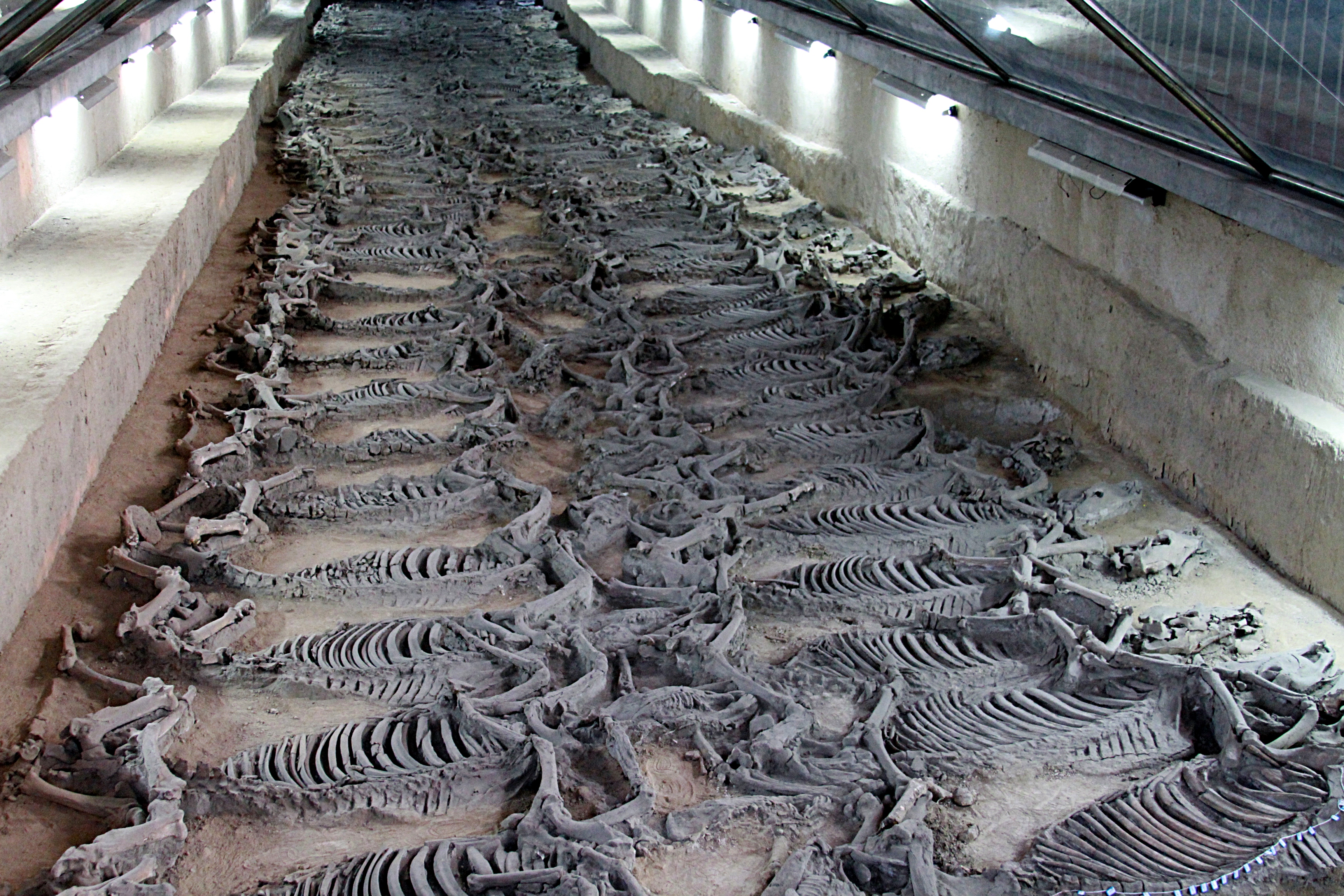
Utgrävda skelett av hästar vid Hertig Jing av Qis grav

Hertig Jing av Qis grav hittades 1964 Linzi i Shandongprovinsen Graven utmärker sig med att innehålla kvarlevorna av 600 hästar placerade i ordnade rader som omsluter graven.